# Nina Niovilla
Nina Niovilla, właśc. Antonina Elżbieta Petrykiewicz, pseud. Nina von Petry (ur. 1874 we Lwowie, zm. 1966 w Paryżu) – polska reżyserka, scenarzystka, aktorka, tłumaczka i pedagożka. Pierwsza Polka, która została reżyserką filmową i jedyna polska reżyserka ery niemego kina.

## Życiorys
Urodziła się w 1874 roku we Lwowie jako Antonina Elżbieta Petrykiewicz. W okresie I wojny światowej utrzymywała się jako śpiewaczka i aktorka w Warszawie i Berlinie.
Niovilla była pierwszą Polką, która została reżyserką filmową i jednocześnie jedyną polską reżyserką niemego kina. W tej roli zadebiutowała w 1918 roku w Berlinie, gdzie jeszcze pod pseudonimem Nina von Petry wyreżyserowała film Die Heiratsannonce. Jej pierwszym obrazem po przyjeździe do Polski była Tamara, znana także pod nazwą Obrońcy Lwowa (1919). Film, któremu za tło posłużyła historia walk o Lwów, wpisał się w popularny w tym okresie nurt kina patriotycznego. Tak jak i w przypadku kolejnych obrazów, które wyreżyserowała, Niovilla sama napisała scenariusz do Tamary.
Jej drugim polskim filmem był melodramat Czaty – adaptacja ballady Adama Mickiewicza o podejrzliwym wobec swojej żony wojewodzie. Premiera odbyła się 20 listopada 1920 roku, sprzedano także prawa do wyświetlania filmu za zachodnią granicą. W tym samym okresie Niovilla występowała także jako aktorka w kabarecie Qui Pro Quo. W kolejnym obrazie, który wyreżyserowała – Idziem do ciebie, Polsko, matko nasza (1921) – powróciła do konwencji kina patriotycznego. W swoim ostatnim ukończonym filmie, melodramacie Młodość zwycięża (1923), łączyła role reżyserki, scenarzystki i producentki. Żaden z jej filmów nie zachował się do współczesności. W 1926 roku prasa donosiła, że Niovilla miała objąć reżyserię obrazu W szponach szakali, na podstawie scenariusza Kazimierza Krzyżanowskiego.
W 1926 roku Niovilla została jednym z pierwszym międzynarodowych delegatów ZAIKS-u, gdy wraz z Kazimierzem Wroczyńskim, Janem Stanisławem Marem, Stanisławem Ossorya-Brochockim i Gustawem Beylinem reprezentowała organizację podczas XXXV Kongresu ALAI.

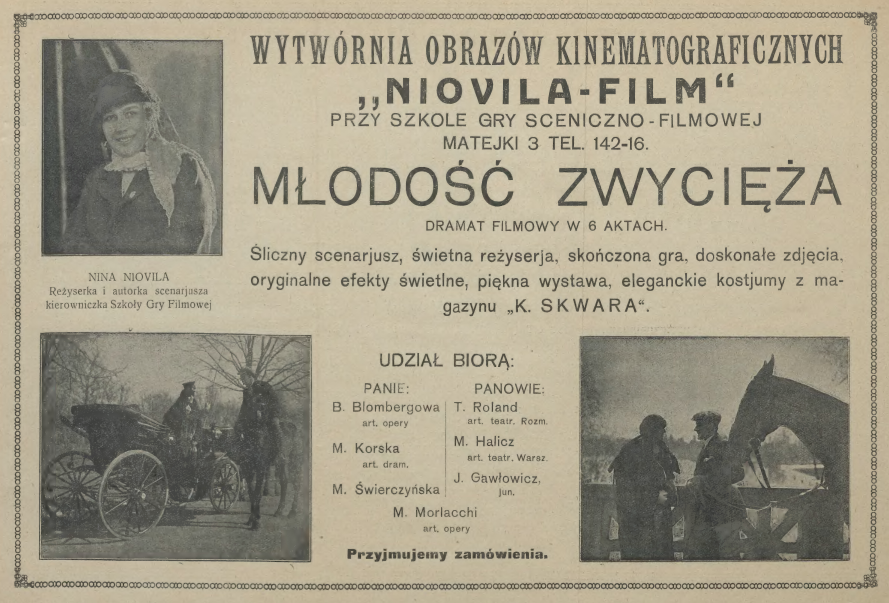
Reklama filmu Młodość zwycięża w magazynie „Film Polski” nr 4/5, 1923.

Pod koniec lat dwudziestych wystąpiła w rolach teatralnych i filmowych u Danny’ego Kadena (Niebezpieczny pocałunek), Edwarda Puchalskiego (Ludzie dzisiejsi) oraz Adama Augustynowicza i Ryszarda Biske (9.25. Przygoda jednej nocy). Uczyła także warsztatu aktorskiego. Już w 1919 roku założyła Warszawską Szkołę Gry Sceniczno-Filmowej, w której kształcił się m.in. Aleksander Żabczyński. Później otworzyła filie szkoły w Poznaniu, Wilnie, Lwowie i Krakowie.
Poza pracą filmową i pedagogiczną, zajmowała się również tłumaczeniem sztuk teatralnych z języka angielskiego i francuskiego, które wystawiano m.in. w Teatrze Polskim i Teatrze Narodowym w Warszawie, w Teatrze Nowym im. Heleny Modrzejewskiej w Poznaniu oraz we lwowskim Teatrze Rozmaitości. Pełniła także rolę redaktorki w prasie filmowej, m.in. w periodykach „Sztuka i Film” i „Rewia Filmowa”.
W 1946 roku wyjechała do córki do Paryża. Tam w 1966 roku zmarła. Została pochowana na Cimetière des Batignolles.

## Twórczość

### Filmy
- 1918: Die Heiratsannonce – reżyseria[2]
- 1919: Tamara (także: Obrońcy Lwowa)[3] – scenariusz i reżyseria
- 1920: Czaty[1] – scenariusz i reżyseria
- 1921: Idziem do ciebie, Polsko, matko nasza[1] – scenariusz i reżyseria
- 1921: Z dni grozy – scenariusz i reżyseria[1]
- 1923: Młodość zwycięża(inne języki)[a] – scenariusz i reżyseria
- 1929: 9:25. Przygoda jednej nocy reż. Adam Augustynowicz i Ryszard Biske[15].

### Tłumaczenia

#### sztuki
- Matka i córka (wystawienie: 1908); Gaston Armand de Caillavet, Robert de Flers[12]
- Familijka (1916, 1935); Eugene Holtai[12]
- Mandaryn Wu (1926, 1927); Harold Owen, Harry Maurice Vernon[12]
- Pociąg widmo (1926, 1928, 1956); Arnold Ridley[12]
- Nieuchwytny (1928, 1933); Edgar Wallace[16]
- Koniec pani Cheyney (1929); Frederick Lonsdale[17]
- Niebieski lis (1930); Ferenc Herczeg[18]
- Burza w domu panien (1941); Alex Breidhal[19].

#### powieści
- 1939: Yang i Yin, Alice Tisdale Hobart; Towarzystwo Wydawnicze „Rój”[20]